# Wilhelm Kamlah
Wilhelm Kamlah (* 3. September 1905 in Hohendorf; † 24. September 1976 in Erlangen) war ein deutscher Philosoph mit schulenbildender Wirkung.

## Leben
Wilhelm Kamlah wuchs in Harsleben bei Halberstadt auf und besuchte auch das dortige Gymnasium. Von 1924 bis 1930 studierte er in Marburg, Tübingen, Heidelberg und Göttingen Musikwissenschaften, Geschichte, Philosophie und Theologie; zu seinen Lehrern gehörten Rudolf Bultmann und Martin Heidegger. 1931 promovierte er in Göttingen bei dem Historiker Percy Ernst Schramm über mittelalterliche Kommentare zur Offenbarung des Johannes. 1932 wurde er Assistent am Historischen Institut in Göttingen. 1934 erhielt er aus politischen Gründen („jüdische Versippung“) Berufsverbot.
Im Zweiten Weltkrieg wurde Kamlah schwer verwundet. Er konnte nach Kriegsende in Göttingen als Privatdozent in Philosophie wieder tätig werden und – unterstützt von Werner Heisenberg und Carl Friedrich von Weizsäcker – sich habilitieren. Ab 1951 lehrte er als außerordentlicher Professor an der Technischen Hochschule Hannover, wo er erstmals dem Mathematiker und Logiker Paul Lorenzen begegnete. 1954 wurde er zum Philosophieordinarius an der Friedrich-Alexander-Universität in Erlangen berufen, wo er bis 1970 tätig war und mit dem 1964 auf sein Betreiben ebenfalls dorthin berufenen Paul Lorenzen die Erlanger Schule des methodischen Konstruktivismus begründete.
Seine fachliche Entwicklung wandte sich von theologischen Untersuchungen im Mittelalter anschließend zur Philosophie, wobei durch Diskussionen mit Arnold Gehlen und Martin Heidegger eine philosophische Anthropologie entstand. Weitere Arbeitsgebiete bildeten die Logik, Sprach- und Wissenschaftskritik und die Entstehung des neuzeitlichen Denkens.
Auf musischem Gebiet betätigte er sich in der „Sing-Bewegung“ und gründete 1926 den Heinrich-Schütz-Kreis, der dem Umfeld der Jugendmusikbewegung zugeordnet werden kann. Aus dessen Arbeit gingen mehrere Neuausgaben von Werken von Heinrich Schütz hervor, die Kamlah seit 1928 im Bärenreiter-Verlag vorlegte (Geistliche Chormusik, Passionen nach Lukas und Johannes). 1933/34 leitete er in Göttingen den Studenten-Gesangverein der Georgia Augusta, 1946 gründete er dort den Akademischen A-cappella-Chor und schließlich 1958 in Erlangen das Collegium cantorum.
In seiner Schrift Meditatio mortis (1976) nahm Wilhelm Kamlah eine Position für den Freitod (wie er statt Suizid sagte) ein, den er im selben Jahr auch vollzog. Er wurde auf dem Neustädter Friedhof in Erlangen bestattet. Sein Nachlass befindet sich im Philosophischen Archiv der Universität Konstanz.
Zu den Lesern von Kamlah gehört Joseph Ratzinger. Bei seiner These, das Christentum sei „die in Jesus Christus vermittelte Synthese zwischen dem Glauben Israels und dem griechischen Geist“, beruft sich Ratzinger auf Kamlahs Schrift Christentum und Geschichtlichkeit (1951). Bei dieser Schrift handelt es sich um die neu bearbeitete zweite Auflage der 1940 erschienenen Habilitationsschrift Kamlahs Christentum und Selbstbehauptung, in der Kamlah Christentum und Geschichtlichkeit als Gegensätze sieht.
Zu Kamlahs Schülern zählen Philosophen wie Peter Janich, Kuno Lorenz, Jürgen Mittelstraß und Christian Thiel.

## Philosophische Anthropologie und Ethik
Im Zentrum von Kamlahs „Lehre vom Menschen“ steht zunächst die Bedürftigkeit des Menschen. Sein erster anthropologischer Satz lautet: Wir Menschen alle sind bedürftig. Verwickelt in unser Fragen und Handeln sind und bleiben alle unsere Handlungen in letzter Konsequenz auf diese unsere grundlegende Bedürftigkeit bezogen.
Fragen wie die nach Natur und Herkunft unserer Willensfreiheit oder die nach dem Verhältnis von Leib und Seele ergeben sich nach Kamlah aus Zusammenhängen mit anderen Voraussetzungen, etwa aus dem Versuch, sich dem Menschen nach René Descartes unter der Prämisse der res extensa zu nähern. Er hält dagegen, dass man nicht durch die Addition des freien Willens zu den physikalischen Gegenständen zum Menschen gelange. Vielmehr sei der Mensch stets schon erreicht, wenn er über sich nachdenkt; vom Menschen, von uns selbst gehen wir bei aller Reflexion nicht nur aus, sondern müssen auch jedes methodische Denken gerade in der Wissenschaft ansetzen. Erst von hier aus gelange man, und zwar durch Subtraktion, durch Absehen von spezifisch Menschlichem erst zu den Gegenständen der Physik.
Ein weiterer wichtiger Begriff in Kamlahs Anthropologie ist das Widerfahrnis im Sinne einer Unverfügbarkeit. Damit meint Kamlah Ereignisse, denen ein Mensch ausgesetzt ist, „ohne etwas dafür zu können“, wie alltagssprachlich dafür gesagt werden kann, dass einem etwas zustößt, was nicht die Folge oder Wirkung seines eigenen Tuns ist, einen also sogar unvorbereitet trifft.
Wird davon abgesehen, wem etwas widerfährt, ist im Deutschen die Rede von einem Ereignis üblich. Widerfahrnisse sind also immer Ereignisse oder Geschehnisse: solche können wie Erdbeben oder Regenschauer Menschen betreffen, aber auch nicht. Andere Ereignisse wie z. B. Geburt und Tod, Schlaf oder Ohnmacht sind für Menschen dagegen immer Widerfahrnisse wie generell alles, „was einem (so) passiert“.
Ereignisse sind als Widerfahrnisse in Bezug auf die eigene Bedürftigkeit und auf sie bezogene Begehrlichkeit deswegen für einen selbst auch immer ‚an-‘ oder ‚unangenehm‘, kommen einem entgegen oder werden im Gegenteil als hinderlich erlebt, werden als erwartet oder gar erwünscht angenommen oder abgelehnt, wenn sie einem nicht passen, nicht recht kommen, hinderlich, zuwider gar oder widerlich sind.
Aufbauend auf diese Tatbestände und der Feststellung, dass wir Menschen aufeinander angewiesen sind, gründet Kamlah seine normativen Überlegungen auf der Forderung: Beachte, dass die anderen bedürftige Menschen sind wie du selbst, und handle demgemäß. Als Prämisse erklärt sie die „praktische Grundnorm“ seiner Moralphilosophie und auf ihr begründeten Ethik.
Kamlah hat ein umfassendes Verständnis von Ethik. Er betrachtet nicht nur die Frage „Wie soll ich handeln?“ als Gegenstand der Ethik, sondern auch die Frage nach dem Leben-können: „Wie lebe ich ein erfülltes Leben?“ Die Frage nach dem Leben-können beantwortet er durch eine „eudämonistische Ethik“. In ihr geht er von der Grunderfahrung des Loslassens aus. Nur wer die Erfahrung des Loslassens von seiner selbstbefangenen Begehrlichkeit macht und bemerkt, dass genau dieses Loslassen ein gelassenes und insofern ruhiges Lebens ermöglicht, gelangt zur Grundeinsicht der Eudaimonie. Diese „Ruhe der Seele“ stellt eine wichtige Lebensbedingung dar – neben den Gütern der Vitalität und anderen Gütern, die nicht dogmatisch gesetzt werden dürften. Im Zusammenhang damit kritisiert Kamlah die moralische Ablehnung und die in der weithin üblichen Bezeichnung „Selbstmord“ bereits zum Ausdruck kommende gewohnheitsmäßige Verurteilung des Freitodes und plädiert für den Fall eines dauerhaften Verlustes der wichtigsten Lebensbedingungen für das Recht, selbst den Zeitpunkt des eigenen Todes zu bestimmen.

## Werke
- 1935: Apokalypse und Geschichtstheologie. Die mittelalterliche Auslegung der Apokalypse vor Joachim von Fiore. Göttingen, Phil. Dissertation, 1931. Ebering, Berlin 1935 (Historische Studien; H. 285) Nachdruck: Vaduz 1965
- 1940: Christentum und Selbstbehauptung. Historische und philosophische Untersuchungen zur Entstehung des Christentums und zu Augustins „Bürgerschaft Gottes“. Königsberg, Phil. Fak., Habilitationsschrift, 1940. Limburg a. d. Lahn, 1940 u. Klostermann, Frankfurt am Main;  2., neubearb. u. erg. Auflage u.d.T.
  - Christentum und Geschichtlichkeit. Kohlhammer, Stuttgart 1951
- 1949: Der Mensch in der Profanität. Versuch einer Kritik der profanen durch vernehmende Vernunft. Kohlhammer, Stuttgart
- 1960: Wissenschaft, Wahrheit, Existenz. Kohlhammer, Stuttgart
- 1963: Platons Selbstkritik im Sophistes. Beck, München
- 1967: zusammen mit Paul Lorenzen: Logische Propädeutik. Vorschule des vernünftigen Redens. Bibliographisches Institut, Mannheim; 2. verbess. u. erweit. Aufl. 1973 (BI-Htb. 227), ISBN 3-411-05227-9
- 1969: Utopie, Eschatologie, Geschichtsteleologie. Kritische Untersuchungen zum Ursprung und zum Futurischen Denken der Neuzeit. Bibliographisches Institut, Mannheim (BI-Htb. 461 – enth. vier Einzelarbeiten, u. a. die wichtige kritisch-biographische Darstellung von „Descartes' Descartes-Legende“ zum „Aufbruch der neuen Wissenschaft.“)
- 1972: Philosophische Anthropologie. Sprachkritische Grundlegung und Ethik. Bibliographisches Institut, Mannheim; TB-Ausgabe 1973 (BI-Htb. 238)
- 1975: Von der Sprache zur Vernunft. Philosophie und Wissenschaft in der neuzeitlichen Profanität. Bibliographisches Institut, Mannheim (Zusammenstellung von 14 Einzelarbeiten mit u. a. seinem berühmten „Offenen Brief“ an Martin Heidegger von 1954.)
- 1976: Meditatio mortis. Klett, Stuttgart 1976 2. Aufl. 1981; auch in: Hans Ebeling: Der Tod in der Moderne. (Neue Wissenschaftliche Bibliothek, Band 91) Athenäum, Königstein 1979; 2. Aufl. Syndikat, Frankfurt 1984; 3., durchges. Aufl. Hain, Frankfurt 1992